# Teti (Italia)
Teti es una localidad italiana de la provincia de Nuoro, región de Cerdeña, con 748 habitantes.

## Evolución demográfica
| Gráfica de evolución demográfica de Teti entre 1861 y 2001 |
|                                                            |
| Fuente ISTAT - elaboración gráfica de Wikipedia            |